# Campionat d'escacs d'Escòcia

El Campionat d'escacs d'Escòcia és organitzat per la Chess Scotland, anteriorment l'Associació d'Escacs d'Escòcia, per determinar el campió nacional d'Escòcia. La competició va arrencar el 1884, i avui dia és un torneig de nou rondes que es juga en dos caps de setmana i la setmana del mig. Al principi, el campionat era només per invitació i només podria ser guanyat per jugadors que serien escollits per competir internacionalment per Escòcia, però alguna vegada algun un jugador titulat d'una altra nacionalitat fou convidat per competir per tal d'aconseguir normes més fàcilment.
El 2008 el campionat va ser reemplaçat per un obert internacional. El campió escocès fou determinat pel jugador escocès amb més alta puntuació. El 2009 el torneig es dugué a terme a Edimburg i va atreure nou Grans Mestres. El 2010 l'esdeveniment va tenir lloc a Hamilton (Escòcia) i el 2011 retornà a Edimburg. El campionat del 2014 va ser incorporat als Campionats d'escacs de la Commonwealth que tingué lloc a Glasgow.

## Guanyadors
Els guanyadors notables recents inclouen Ketevan Arakhamia-Grant el 2003 (la primera dona a guanyar el campionat d'Escòcia, i Jonathan Rowson, qui esdevenia el primer jugador escocès en obtenir el títol de Gran Mestre el 1999, i va fer el doblet escocès/britànic el 2004. El 2013 Roddy McKay va guanyar el títol després de 39 anys del seu primer títol el 1974. A continuació es mostra una llista cronològica desl guanyadors.
- 1884 - John Crum[1]
- 1885 - Daniel Yarnton Mills[2]
- 1886 - Georges Emile Barbier[3]
- 1887 - Daniel Yarnton Mills[4]
- 1888 - George Henry Mackenzie[5]
- 1889 - James Marshall[6]
- 1890 - William Neish Walker[7]
- 1891 - John D. Chambers[8]
- 1892 - Daniel Yarnton Mills[9]
- 1893 - William Neish Walker[10]
- 1894 - Sheriff Walter Cook Spens[11]
- 1895 - Daniel Yarnton Mills[12]
- 1896 - Daniel Yarnton Mills[13]
- 1897 - Daniel Yarnton Mills[14]
- 1898 - George Brunton Fraser[15]
- 1899 - Daniel Yarnton Mills[16]
- 1900 - Daniel Yarnton Mills[17]
- 1901 - Dr. Ronald Cadell Macdonald[18]
- 1902 - E Macdonald[19]
- 1903 - James Borthwick[20]
- 1904 - Dr. Ronald Cadell Macdonald[21]
- 1905 - Dr. Ronald Cadell Macdonald[22]
- 1906 - Dr. Ronald Cadell Macdonald[23]
- 1907 - William Gibson[24]
- 1908 - AJ Mackenzie[25]
- 1909 - AJ Mackenzie[26]
- 1910 - George W Richmond[27]
- 1911 - JA McKee[28]
- 1912 - William Gibson[29]
- 1913 - AJ Mackenzie[30]
- 1914 - William Gibson[31]
- 1915 - C Wardhaugh[32]
- 1916 to 1919 - No Championship Held
- 1920 - P Wenman[33]
- 1921 - William Gibson[34]
- 1922 - William Gibson[35]
- 1923 - William Gibson[36]
- 1924 - C Heath[37]
- 1925 - G Page[38]
- 1926 - JA McKee[39]
- 1927 - Dr. Ronald Cadell Macdonald[40]
- 1928 - Dr. Ronald Cadell Macdonald[41]
- 1929 - William Gibson[42]
- 1930 - William Gibson[43]
- 1931 - William Gibson[44]
- 1932 - William Fairhurst[45]
- 1933 - William Fairhurst[46]
- 1934 - William Fairhurst[47]
- 1935 - James Macrae Aitken[48]
- 1936 - William Fairhurst[49]
- 1937 - William Fairhurst[50]
- 1938 - William Fairhurst[51]
- 1939 - Max Pavey[52]
- 1940 to 1945 - No Championship Held
- 1946 - William Fairhurst[53]
- 1947 - William Fairhurst[54]
- 1948 - William Fairhurst[55]
- 1949 - William Fairhurst[56]
- 1950 - PB Anderson[57]
- 1951 - A. Aird Thomson[58]
- 1952 - James Macrae Aitken[59]
- 1953 - James Macrae Aitken[60]
- 1954 - PB Anderson[61]
- 1955 - James Macrae Aitken[62]
- 1956 - James Macrae Aitken[63]
- 1957 - James Macrae Aitken[64]
- 1958 - James Macrae Aitken[65]
- 1959 - Peter Coast[66]
- 1960 - James Macrae Aitken[67]
- 1961 - James Macrae Aitken[68]
- 1962 - William Fairhurst[69]
- 1963 - M Fallone[70]
- 1964 - AM Davie[71]
- 1965 - James Macrae Aitken, PM Jamieson[72]
- 1966 - AM Davie[73]
- 1967 - G Bonner[74]
- 1968 - David Levy[75]
- 1969 - AM Davie[76]
- 1970 - G Bonner[77]
- 1971 - E Holt, RM McKay[78]
- 1972 - G Bonner[79]
- 1973 - PM Jamieson[80]
- 1974 - RM McKay[81]
- 1975 - DNL Levy, S Swanson[82]
- 1976 - RM McKay[83]
- 1977 - CW Pritchett[84]
- 1978 - PA Motwani
- 1979 - RM McKay
- 1980 - Danny Kopec
- 1981 - G Morrison
- 1982 - RM McKay
- 1983 - CA McNab
- 1984 - CSM Thomson
- 1985 - ML Condie, RM McKay
- 1986 - Paul Motwani
- 1987 - Paul Motwani
- 1988 - RM McKay
- 1989 - ML Condie
- 1990 - SR Mannion
- 1991 - Colin McNab
- 1992 - Paul Motwani
- 1993 - Colin McNab, Paul Motwani
- 1994 - Jonathan Parker
- 1995 - SR Mannion, Colin McNab, John K. Shaw
- 1996 - DM Bryson
- 1997 - DM Bryson[85]
- 1998 - John K. Shaw[86]
- 1999 - Jonathan Rowson[87]
- 2000 - AJ Norris, John K. Shaw[88]
- 2001 - Jonathan Rowson[89]
- 2002 - Paul Motwani[90]
- 2003 - Paul Motwani, Ketevan Arakhamia-Grant[91]
- 2004 - Jonathan Rowson[92]
- 2005 - Craig Pritchett[93]
- 2006 - Jonathan Grant[94]
- 2007 - Andrew Muir[95]
- 2008 - Alan Tate[96]
- 2009 - Iain Gourlay (Scottish Champion 6.5), GM S. Arun Prasad (Open Winner 7.5)[97]
- 2010 - Andrew Greet
- 2011 - Ketevan Arakhamia-Grant[98]
- 2012 - Jacob Aagaard[99]
- 2013 - RM McKay[100]
- 2014 - Alan Tate[101]
- 2015 - Neil Berry (Scottish Champion 7), GM Korneev, Oleg (Open Winner 7.5)
- 2016 - Ketevan Arakhamia-Grant
- 2017 - Murad Abdulla
- 2018 - Murad Abdulla
- 2019 - Colin McNab - Matthew Turner
- 2020 - Pandèmia
- 2021 - Pandèmia
- 2022 - Murad Abdulla
- 2023 - Edwin Spencer
- 2024 - Andrew Greet

## Campions d'escacs per correspondència d'Escòcia
El 1977 es funda l'SCCA (Scottish Correspondence Chess Association/Associació Escocesa d'escacs per correspondència) i des d'aleshores organitza els campionats nacionals d'aquesta modalitat.
1. C.J. Morrison (1979-1980)
2. Douglas Bryson (1980-1981)
3. Philip Giulian (1981-1982)
4. Philip Giulian (1982-1983)
5. Graham Morrison - Philip Giulian (1983-1984)
6. Alan Norris (1984-1985)
7. Alan Norris (1984-1986)
8. Tim Wickens (1985-1987)
9. Alan Norris (1986-1088)
10. Alan Shaw 1987-1989)
11. George Sprott (1988-1990)
12. Tommy Craig (1989-1991)
13. P. McGowan (1990-1992)
14. Nicholas Down (1991-1993)
15. Chris Boyle (1993-1994)
16. C.C. McKay - Joe Watson (1994-1995)
17. Simon Gillam - Joe Watson (1995-1996)
18. -  (1996-1997)
19. C.J. Lennox - Iain Mackintosh (1997-1998)
20. Simon Guillam (1998-1999)
21. C.J. Lennox - Thomas Thompson (1999-2000)
22. Richard Beecham (2000-2001)
23. Richard Beecham (2001-2002)
24. Alan Brown (2002-2003)
25. Alan Brown (2003-2004)
26. Alan BroWN-iain Mackintosh-Ian Reeman (2004-2005)[103]
27. Iain Mackintosh (2005-2006)[104]
28. Richard Beecham (2006-2007)[105]
29. Richard Beecham (2007-2008)[106]
30. A.G. Dawson (2008-2009)[107]
31. David Cumming - A.G. Dawson - Iain Mackintosh (2009-2010)[108]
32. Stuart Graham (2010-2011)[109]
33. Iain Mackintosh (2011-2012)[110]
34. Iain Mackintosh (2012-2013)[111]
35. David Cumming (2013-2014)[112]
36. Eoin Campbell-Geoffrey Lloyd-Robert Montgomery (2014-2015)[113]
37. Iain Mackintosh (2015-2016)[114]
38. David Cumming (2016-2017)[115]
39. David Cumming-Iain Mackintosh-Clide Murden (2017-2018)[116]
40. David Cumming-Iain Mackintosh (2018-2019)[117]
41. Iain Mackintosh (2019-2020)[118]
42. Michael Blake - David Cumming (2020-2021)[119]
43. Allan Buchan (2021-2022)[120]
44. Robert Montgomery - Iain Sneddon (2022-2023)[121]
45. Allan Buchan - Iain Sneddon (2023-2024)[122]